# Malischer Fußballpokal
Der Malische Fußballpokal, auch bekannt als Coupe du Mali Orange, ist der wichtigste Fußballpokalwettbewerb in Mali. Er wurde erstmals im Jahr 1961 ausgetragen und ist der Nachfolgewettbewerb des Coupe du Soudan Français (erstmals ausgetragen 1937). Rekordsieger ist Stade Malien aus der Hauptstadt Bamako mit 22 Titeln.

## Sieger nach Jahr
| Saison | Sieger                             | Ergebnis          | Finalist                           |
| ------ | ---------------------------------- | ----------------- | ---------------------------------- |
| 1961   | Stade Malien (Bamako)              | 3:3, 2:1          | Djoliba AC (Bamako)                |
| 1962   | AS Real (Bamako)                   | 7:1               | Sonni AC (Gao)                     |
| 1963   | Stade Malien (Bamako)              | 6:3               | Avenir (Ségou)                     |
| 1964   | AS Real (Bamako)                   | 4:3               | Djoliba AC (Bamako)                |
| 1965   | Djoliba AC (Bamako)                | 5:1               | Kayésienne                         |
| 1966   | AS Real (Bamako)                   | 0:0; 2:0          | Avenir (Ségou)                     |
| 1967   | AS Real (Bamako)                   | 4:1               | US Sevaré                          |
| 1968   | AS Real (Bamako)                   | 1:0               | Stade Malien (Bamako)              |
| 1969   | AS Real (Bamako)                   | 8:2               | Africa Sports (Gao)                |
| 1970   | Stade Malien (Bamako)              | 10:0              | Kayésienne                         |
| 1971   | Djoliba AC (Bamako)                | 4:0               | Jeunesse Sportive (Ségou)          |
| 1972   | Stade Malien (Bamako)              | 5:1               | Avenir (Ségou)                     |
| 1973   | Djoliba AC (Bamako)                | 1:1, 1:0          | AS Real (Bamako)                   |
| 1974   | Djoliba AC (Bamako)                | 2:0               | CO Bamako (Bamako)                 |
| 1975   | Djoliba AC (Bamako)                | 1:1, 1:0          | Stade Malien (Bamako)              |
| 1976   | Djoliba AC (Bamako)                | 0:0, 3:0          | Avenir (Ségou)                     |
| 1977   | Djoliba AC (Bamako)                | 6:1               | Tibo Club (Mopti)                  |
| 1978   | Djoliba AC (Bamako)                | 1:1, 2:1          | AS Real (Bamako)                   |
| 1979   | Djoliba AC (Bamako)                | 3:1               | Stade Malien (Bamako)              |
| 1980   | AS Real (Bamako)                   | 1:0               | Djoliba AC (Bamako)                |
| 1981   | Djoliba AC (Bamako)                | 1:0               | AS Real (Bamako)                   |
| 1982   | Stade Malien (Bamako)              | 4:2               | AS Biton (Ségou)                   |
| 1983   | Djoliba AC (Bamako)                | 1:0               | Stade Malien (Bamako)              |
| 1984   | Stade Malien (Bamako)              | 3:1               | Djoliba AC (Bamako)                |
| 1985   | Stade Malien (Bamako)              | 4:2               | Djoliba AC (Bamako)                |
| 1986   | Stade Malien (Bamako)              | 1:1, 2:1          | Djoliba AC (Bamako)                |
| 1987   | AS Sigui (Kayès)                   | 2:1               | AS Real (Bamako)                   |
| 1988   | Stade Malien (Bamako)              | 3:1               | Djoliba AC (Bamako)                |
| 1989   | AS Real (Bamako)                   | 2:0               | Djoliba AC (Bamako)                |
| 1990   | Stade Malien (Bamako)              | 1:0               | Djoliba AC (Bamako)                |
| 1991   | AS Real (Bamako)                   | 2:1               | AS Mandé (Bamako)                  |
| 1992   | Stade Malien (Bamako)              | 1:1, 1:0          | AS Real (Bamako)                   |
| 1993   | Djoliba AC (Bamako)                | 4:0               | USFAS Bamako                       |
| 1994   | Stade Malien (Bamako)              | 2:0 n. V.         | AS Nianan (Koulikoro)              |
| 1995   | USFAS Bamako                       | 2:0               | Stade Malien (Bamako)              |
| 1996   | Djoliba AC (Bamako)                | 2:1               | AS Real (Bamako)                   |
| 1997   | Stade Malien (Bamako)              | 2:1               | AS Real (Bamako)                   |
| 1998   | Djoliba AC (Bamako)                | 1:0 n. V.         | Stade Malien (Bamako)              |
| 1999   | Stade Malien (Bamako)              | 1:0               | AS Nianan (Koulikoro)              |
| 2000   | CO Bamako (Bamako)                 | 1:0               | Stade Malien (Bamako)              |
| 2001   | Stade Malien (Bamako)              | 5:0               | Mamahira AC (Kati)                 |
| 2002   | CO Bamako (Bamako)                 | 2:1               | Stade Malien (Bamako)              |
| 2003   | Djoliba AC (Bamako)                | 2:1 n. V.         | AS Tata National (Sikasso)         |
| 2004   | Djoliba AC (Bamako)                | 2:0               | AS Nianan (Koulikoro)              |
| 2005   | AS Bamako                          | 1:1; 5:4 n. E.    | Djoliba AC (Bamako)                |
| 2006   | Stade Malien (Bamako)              | 2:1               | AS Bamako                          |
| 2007   | Djoliba AC (Bamako)                | 2:0               | AS Bakaridjan de Barouéli          |
| 2008   | Djoliba AC (Bamako)                | 2:0               | CO Bamako (Bamako)                 |
| 2009   | Djoliba AC (Bamako)                | 1:0               | Stade Malien                       |
| 2010   | AS Real (Bamako)                   | 2:1               | Centre Salif Keita                 |
| 2011   | CO Bamako (Bamako)                 | 2:1 n. V.         | Stade Malien (Bamako)              |
| 2012   | US Bougouni (Bougouni)             | 2:1               | Onze Créateurs de Niaréla (Bamako) |
| 2013   | Stade Malien (Bamako)              | 1:0               | Djoliba AC (Bamako)                |
| 2014   | Onze Créateurs de Niaréla (Bamako) | 1:0               | Djoliba AC (Bamako)                |
| 2015   | Stade Malien (Bamako)              | 2:1               | Onze Créateurs de Niaréla          |
| 2016   | AS Onze Créateurs (Bamako)         | 0:0; 7:6 n. E.    | USFAS Bamako (Bamako)              |
| 2017   | abgebrochen                        | abgebrochen       | abgebrochen                        |
| 2018   | Stade Malien (Bamako)              | 2:1               | Djoliba AC (Bamako)                |
| 2019   | nicht ausgetragen                  | nicht ausgetragen | nicht ausgetragen                  |
| 2020   | abgebrochen                        | abgebrochen       | abgebrochen                        |
| 2021   | Stade Malien (Bamako)              | 3:2               | Binga FC (Bamako)                  |
| 2022   | Djoliba AC (Bamako)                | 2:0               | AS Real (Bamako)                   |
| 2023   | Stade Malien (Bamako)              | 1:0               | Onze Créateurs de Niaréla (Bamako) |

## Rangliste
| Titelzahl | Verein                    |
| --------- | ------------------------- |
| 22        | Stade Malien              |
| 20        | Djoliba AC                |
| 10        | AS Real                   |
| 3         | CO Bamako                 |
| 2         | Onze Créateurs de Niaréla |
| 1         | AS Bamako                 |
| 1         | AS Sigui                  |
| 1         | US Bougouni               |